# John Casper
John Howard Casper (* 9. červenec 1943 Greenville, Severní Karolína, USA) je americký vojenský pilot a astronaut, který absolvoval čtyři lety raketoplánem v období let 1990–1996. Byl 227. astronautem ve vesmíru, kde strávil 34 dní.

## Životopis
Vystudoval v roce 1966 vojenskou akademii a o rok později na Purdueově univerzitě vzdělání v oboru astronautiky ukončil. Jako vojenský pilot se zúčastnil války ve Vietnamu. Nalétal 7000 hodin. Pak absolvoval školu testovacích pilotů a pokračoval v létání. V NASA byl od 23. května 1984 a o šest let později do vesmíru odletěl.

## Lety do vesmíru
Poprvé letěl v únoru 1990 na palubě raketoplánu Atlantis. Start byl jako obvykle na kosmodromu Mysu Canaveral (USA, stát Florida). Čtyřdenní mise STS-36 (dle COSPAR katalogizována 1990-019A) na oběžné dráze Země se zúčastnila tato pětice astronautů, vesměs občanů USA: John Creighton, Richard Mullane, David Hilmers, Pierre Thuot a nováček John Casper, který zde byl jako pilot. Během letu vypustili špionážní vojenskou družici, která se po měsíci letu rozpadla na šest částí. Přistáli na základně a kosmodromu Edwards v Kalifornii v (Mohavské poušti)
Za tři roky letěl do vesmíru podruhé v raketoplánu Endeavour na misi STS-54 (COSPAR 1993-003A), tentokrát již jako velitel mise. Spolu s ním na palubě byli:
Donald Ray McMonagle, Mario Runco, Gregory Harbaugh a jedna žena – Susan Helmsová. Všichni Američané. Let trval 6 dní a během něj vypustili na orbitu Země spojovací družicí TDRS-F. Přistáli tam kde startovali, na mysu Canaveral.
Třetí let absolvoval v raketoplánu Columbia v březnu 1994. Patnáctidenní mise STS-62 (COSPAR 1994-015A) se spolu s ním, velitelem lodě ve vojenské hodnosti plukovníka , zúčastnila tato pětice zkušených astronautů Andrew Allen, Pierre Thuot, Charles Gemar a Marsha Ivinsová. Raketoplán přistál na Floridě, základna Cape Canaveral.
Čtvrtým letem byla mise STS-77 (COSPAR 1996-032A) s raketoplánem Atlantis v září 1996. Velel šestičlenné mezinárodní posádce ve složení: Curtis Brown, Andrew Thomas, Daniel Bursch, Mario Runco a Marc Garneau. Během letu vypustili a později zas zachytili družici Spartan 207 IAE. Start i přistání byly opět na Floridě.

### Jeho lety v kostce
- STS-36 Atlantis start 28. únor 1990, přistání 9. březen 1990
- STS-54 Endeavour start 13. leden 1993, přistání 19. leden 1993
- STS-62 Columbia start 4. březen 1994, přistání 18. březen 1994
- STS-77 Endeavour, start 19. květen 1996, přistání 29. květen 1996

## Vyznamenání
- Defense Superior Service Medal
- Legion of Merit – uděleno dvakrát
- Distinguished Flying Cross
- Air Medal – udělena jedenáctkrát
- Defense Meritorious Service Medal – udělena dvakrát
- Air Force Commendation Medal – udělena šestkrát
- NASA Distinguished Service Medal – udělena dvakrát
- NASA Outstanding Leadership Medal
- NASA Exceptional Service Medal
- NASA Space Flight Medal – udělena čtyřikrát (1990, 1993, 1994, 1996)
- Kříž za statečnost (Jižní Vietnam)